# Amt Malliß

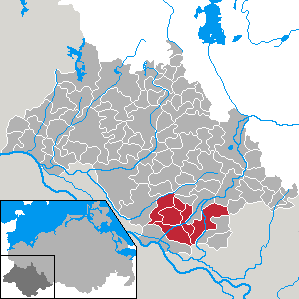
Amt Malliß im Landkreis Ludwigslust

Im Amt Malliß im ehemaligen Landkreis Ludwigslust in Mecklenburg-Vorpommern mit Sitz in der Gemeinde Malliß waren seit 1992 die acht Gemeinden Dadow, Gorlosen, Grebs, Karenz, Malk Göhren, Malliß, Neu Kaliß und Niendorf an der Rögnitz zur Erledigung ihrer Verwaltungsgeschäfte zusammengeschlossen.
Am 13. Juni 2004 wurde der vormals selbständige Ort Dadow nach Gorlosen eingemeindet; die aufgelösten Gemeinden Grebs und Niendorf an der Rögnitz bildeten die neue Gemeinde Grebs-Niendorf.
Am gleichen Tag wurde das Amt Malliß aufgelöst und die Gemeinden (außer Gorlosen, das zum Amt Grabow-Land kam) zusammen mit den Gemeinden des ebenfalls aufgelösten Amtes Dömitz in das neue Amt Dömitz-Malliß eingegliedert.